# Béthisy-Saint-Pierre
Béthisy-Saint-Pierre település Franciaországban, Oise megyében. Lakosainak száma 3133 fő (2022. január 1.). Béthisy-Saint-Pierre Orrouy, Béthisy-Saint-Martin, Néry, Saintines és Saint-Sauveur községekkel határos.

## Népesség
A település népességének változása:
| Lakosok száma | 3167 | 3120 | 3168 | 3078 | 3063 | 3108 | 3154 | 3135 | 3133 |
|               | 2013 | 2015 | 2016 | 2017 | 2018 | 2019 | 2020 | 2021 | 2022 |